# Ferrovia Leopolda
La ferrovia Leopolda è una linea ferroviaria italiana che collega le città toscane di Firenze, Pisa e Livorno passando per Empoli, San Miniato e Pontedera.
L'infrastruttura e gli impianti ferroviari sono gestiti da Rete Ferroviaria Italiana che la qualifica come linea fondamentale.
È una delle ferrovie più antiche d'Italia, la prima tratta Pontedera-Empoli è stata la 6ª linea ferroviaria inaugurata, mentre è la 3ª più antica per progettazione.

## Storia

### Il progetto
Alla morte di Ferdinando III, nel 1824 divenne granduca di Toscana suo figlio Leopoldo II che, sulle orme del padre, si dimostrò tollerante nei confronti delle idee liberali e ben disposto verso lo sviluppo di importanti opere pubbliche, le novità della tecnica e l'iniziativa privata. Il granduca diede pertanto il suo beneplacito alle iniziative volte alla costruzione di una ferrovia che collegasse la capitale del Granducato, Firenze e l'importante porto di Livorno.

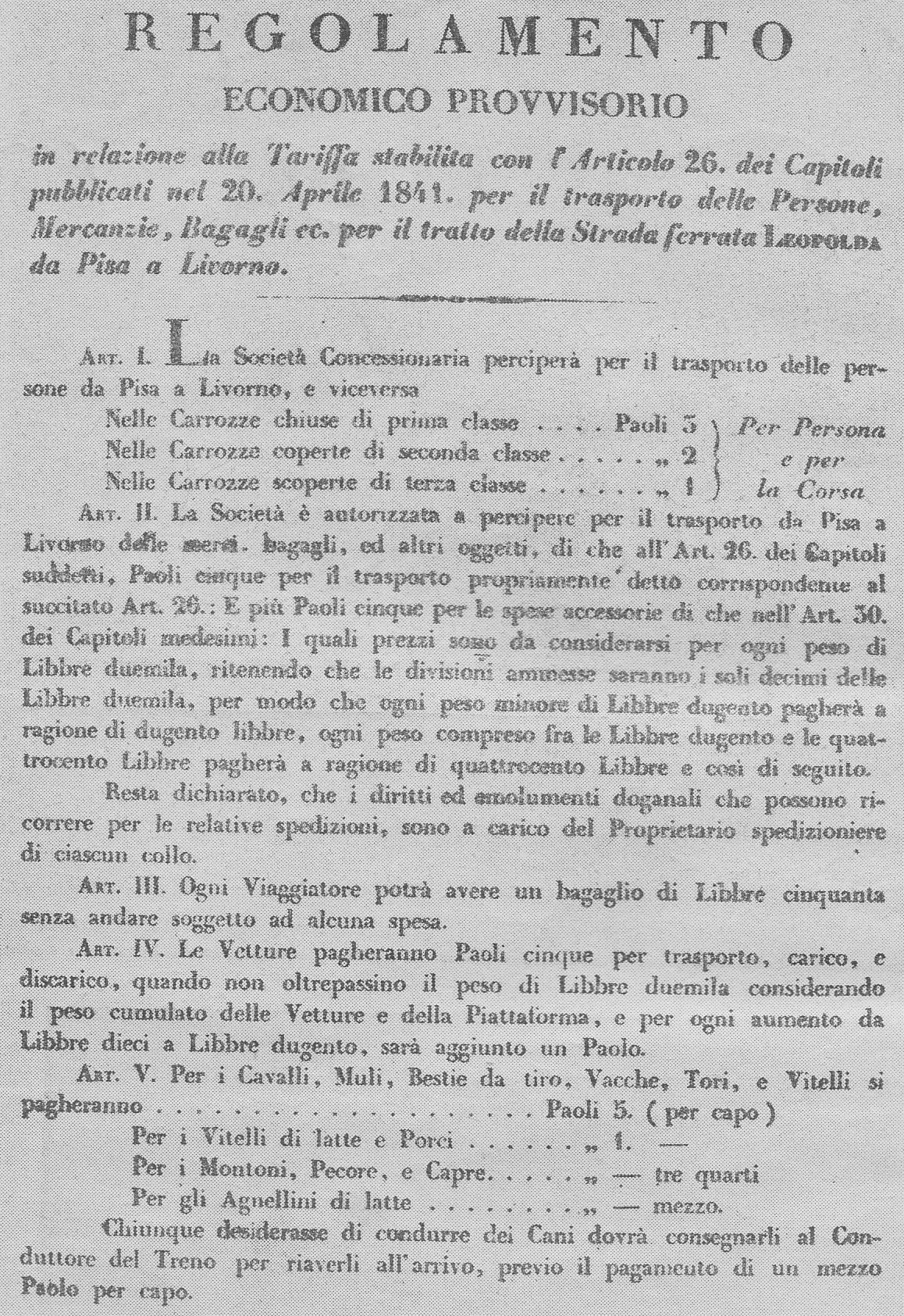
Il primo regolamento della ferrovia

Tali iniziative si concretizzarono nel marzo 1838 grazie al sostegno economico dei banchieri Pietro Senn di Livorno ed Emanuele Fenzi di Firenze. In appena 40 giorni i due banchieri raccolsero le adesioni necessarie a sottoscrivere il capitale; in seguito fu creata una commissione tecnica di nove membri, presieduta dal conte Luigi Serristori, con il compito di stilare il progetto. Il 5 luglio erano pronti due tracciati, entrambi rispondenti a precise esigenze commerciali, che furono sottoposti all'ingegnere inglese Robert Stephenson, figlio del pioniere delle ferrovie George Stephenson. Nell'agosto 1838 Orazio Hall, cognato della moglie di Fenzi, e Agostino Kotzian, già Presidente della Camera di commercio di Livorno, si recarono personalmente a Londra per convincere l'ingegnere a partecipare al progetto; Stephenson accettò e fu incaricato di redigere il progetto esecutivo.
Compiuti gli studi opportuni, Stephenson indicò il tracciato che correva lungo la valle del fiume Arno come quello da preferirsi e presentò il progetto definitivo il 30 aprile 1839. Il 25 febbraio 1840 il granduca Leopoldo II approvò il progetto. Il 7 giugno 1841 si tenne la prima assemblea della neonata Società Anonima per la Strada Ferrata Leopolda, durante la quale fu eletto il consiglio di amministrazione. La linea, pronta ad essere realizzata, assunse il nome di "ferrovia Leopolda" in onore al sovrano.

### La costruzione
I primi binari furono posti in prossimità del porto di Livorno, poiché si voleva far fruttare da subito il collegamento con lo scalo portuale labronico e poiché il materiale d'armamento giungeva a Livorno via nave dall'Inghilterra. Il 27 gennaio 1844 vennero effettuati i primi viaggi di prova con l'ausilio di due convogli: il primo, composto da una locomotiva e una carrozza di prima classe, trasportò una ventina di invitati da Pisa a Livorno in appena un quarto d'ora, mentre il secondo, che contava tre vagoni, trasportò oltre duecento persone, coprendo la stessa tratta in 17 minuti. L'inaugurazione ufficiale dei primi 12,3 km di tracciato fra Pisa e Livorno avvenne il 13 marzo 1844. Alla presenza delle autorità, la stazione fu benedetta dall'arcivescovo di Pisa e alle 13:30 al suono delle bande fu dato il segnale di partenza. Tra due ali di folla festante partì un primo convoglio di 5 vagoni, di cui 4 di prima classe su cui erano salite le stesse autorità che avevano presieduto alla festa di inaugurazione e l'ingegner Hoppner costruttore della strada ferrata. Il treno giunse a Livorno in 22 minuti accolto da un'altrettanto vasta folla. Poco dopo, sempre da Pisa, partì un secondo treno con 8 carrozze di seconda classe e un terzo treno con 8 carrozze di terza classe. Anche la stazione di Livorno ricevette la benedizione pastorale. Infine, i tre treni rientrarono a Pisa. Il giorno successivo la linea fu aperta al pubblico.

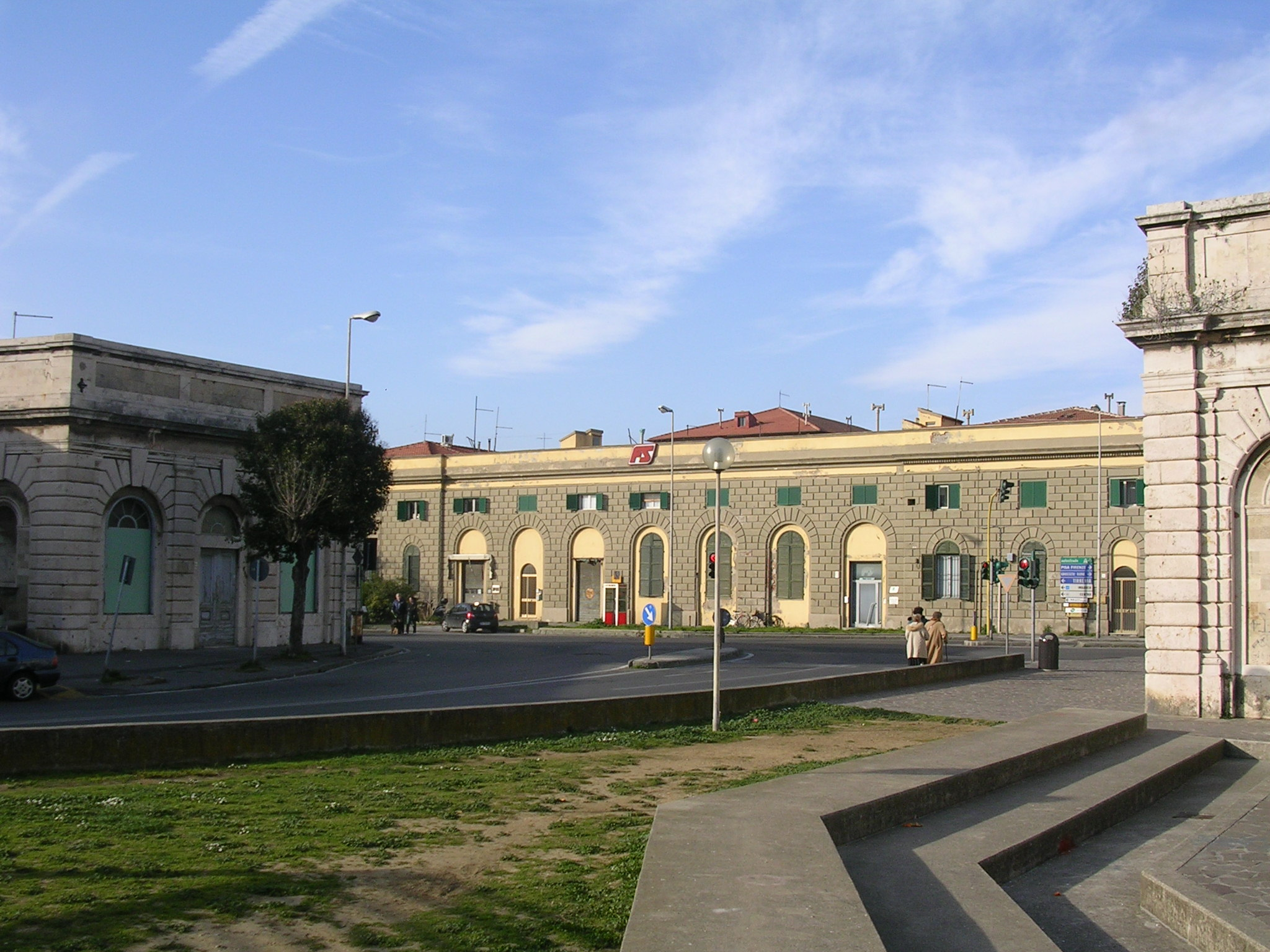
La stazione di Livorno San Marco

Il successo della ferrovia fu strepitoso, sia a livello di merci movimentate, sia a livello di passeggeri trasportati, tanto da convincere la società proprietaria ad affrettare il passo dei cantieri. Pontedera fu raggiunta il 19 ottobre 1845, allungando la linea di 19,4 km, mentre Empoli fu raggiunta il 20 giugno 1847, allungando la linea di altri 26,8 km; il 12 giugno 1848 l'intera linea, lunga 97 km, fu aperta al traffico dalla stazione di Livorno San Marco alla stazione Leopolda, appena fuori dalle mura di Firenze all'altezza di Porta al Prato.
La costruzione della ferrovia portò grandi benefici economici e sociali alle zone interessate dal percorso, ma fu anche osteggiata con risvolti sanguinosi a Montelupo Fiorentino dai barrocciai locali che vedevano compromessa la loro attività, consistente nello scaricare i barconi fluviali che risalivano l'Arno carichi di merce proveniente da Pisa e Livorno e portare successivamente le mercanzie a Firenze. Al contempo, nella zona di Navacchio, non lontano da Pisa, i navicellai che trasportavano via fiume le merci verso la capitale del Granducato si resero protagonisti di azioni di sabotaggio ai danni della linea.

### L'esercizio

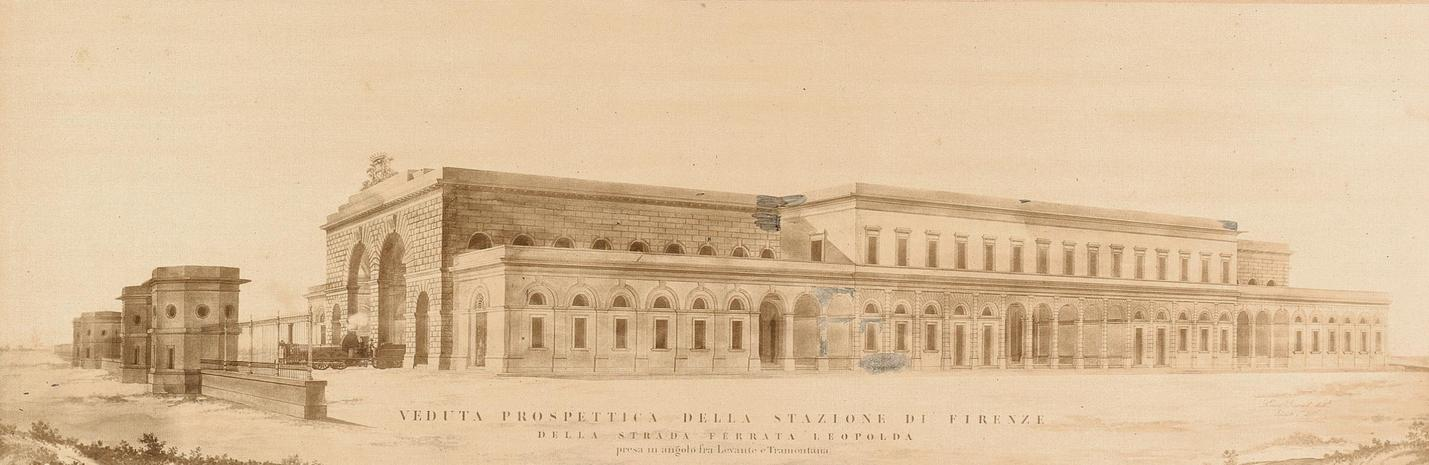
La stazione Leopolda nel 1850

Inizialmente costruita a binario unico, già nella primavera del 1850 fu ultimato il raddoppio di binario lungo tutta la ferrovia, mentre nel 1858 fu aperta la stazione Marittima di Livorno. La stazione Leopolda di Firenze ebbe vita breve, almeno per quanto riguarda il servizio passeggeri: la stazione Maria Antonia (poi ribattezzata "Firenze Santa Maria Novella"), aperta nel 1848 in una posizione maggiormente a ridosso del centro storico fiorentino, pur ideata per servire la direttrice Firenze-Pistoia-Lucca, fu collegata alla ferrovia Leopolda il 24 aprile 1860; la ferrovia Leopolda fu così attestata presso la stazione Maria Antonia, mentre la stazione Leopolda venne adibita prima a scalo merci e poi a deposito di materiale rotabile, fino alla chiusura definitiva dell'impianto avvenuta nel 1993. Il percorso del raccordo tra la ferrovia Leopolda e la stazione Maria Antonia fu arretrato verso la periferia di Firenze negli anni Trenta del XX secolo, ma il suo tracciato originale è ancora osservabile guardando una pianta della città: l'antica sede ferroviaria passava nelle attuali via delle Ghiacciaie, via Benedetto Marcello e via Giovanni Paisiello.
Nel frattempo, la stazione principale di Pisa (anch'essa chiamata "stazione Leopolda") fu sostituita nel 1871 dalla stazione di Pisa Centrale. Lo scalo originario, relegato inizialmente a scalo merci e in seguito soppresso nel 1929, presentava lo svantaggio di essere una stazione di testa e costringeva dunque i convogli della linea Firenze-Livorno ad un regresso. Successivamente, con la costruzione della Ferrovia Tirrenica e l'apertura della stazione di Livorno Centrale nel 1910, anche lo scalo di Livorno San Marco perse la sua importanza e fu chiuso al traffico passeggeri; utilizzato come scalo merci fino al 1994, fu dismesso nei primi anni Duemila.
Ad eccezione degli interventi presso le stazioni di Firenze, Pisa e Livorno, la ferrovia è rimasta sostanzialmente immutata nel tempo fino al 2006, quando è stata aperta la stazione di Lastra a Signa con la sua variante di tracciato lunga circa 9,5 km che, dopo la stazione di Montelupo-Capraia in direzione di Firenze, si separa dalla linea per immettersi in una lunga galleria e ricongiungersi al percorso originario della ferrovia poco prima della stazione di San Donnino Badia. L'opera, la cui costruzione era stata deliberata già nel 1995, si è rivelata necessaria al fine di deviare parte del traffico sulla linea ed eludere una zona particolarmente tortuosa della valle dell'Arno nei pressi della Gonfolina.

### Progetti futuri
La linea è interessata da varie iniziative di potenziamento, quali la velocizzazione della tratta tra le stazioni di Empoli e Montelupo-Capraia, la modernizzazione della stazione di Empoli e la realizzazione della nuova fermata di Firenze Guidoni. È allo studio un progetto per quadruplicare la linea nella tratta tra Firenze e Pisa.

## Caratteristiche
| Head station |

| Unknown route-map component "dCONTgq" | Junction both to and from right | Unknown route-map component "b" | Unknown route-map component "d" |

| Station on track |

| Unknown route-map component "dCONTgq" | Junction both to and from right | Unknown route-map component "b" | Unknown route-map component "d" |

| Unknown route-map component "dKDSTaq" | Unknown route-map component "ABZgr" | Unknown route-map component "b" | Unknown route-map component "d" |

| Unknown route-map component "exvSTR-KBSTa" + Unknown route-map component "vSTR-" | Unknown route-map component "exdKBHFa" |  |

| Unknown route-map component "xvSTR" | Unknown route-map component "exdDST" |  |

| Unknown route-map component "exBS2c1" + Unknown route-map component "KRWl" | Unknown route-map component "exBS2+r" + Unknown route-map component "xKRWg+r" |  |

| Non-passenger station/depot on track |

| (3+701) |
| 7+381   |

| Stop on track |

| Unknown route-map component "SKRZ-Au" |

| Stop on track |

| Unknown route-map component "KRW+l" | Unknown route-map component "KRWgr" |  |

| 13+010  |
| (0+000) |

| One way leftward | Unknown route-map component "KRZu" | Unknown route-map component "STR+r" |

|  | Straight track | Unknown route-map component "hKRZWae" |

|  | Straight track | Stop on track |

|  | Unknown route-map component "HSTeBHF" | Unknown route-map component "tSTRa" |

|  | Unknown route-map component "eBHF" | Unknown route-map component "tSTR" |

|  | Unknown route-map component "HSTeBHF" + Unknown route-map component "exlHST" | Unknown route-map component "tSTR" |

|  | Unknown route-map component "hKRZWae" | Unknown route-map component "tSTRe" |

|  | Unknown route-map component "KRWg+l" | Unknown route-map component "KRWr" |

| (9+644) |
| 25+891  |

| Stop on track |

| Station on track |

|  | Unknown route-map component "ABZgl" | Unknown route-map component "CONTfq" |

| Small bridge over water |

| Stop on track |

| Station on track |

| Unknown route-map component "eHST" |

| Small bridge over water |

| Unknown route-map component "eBHF" |

| Station on track |

| Unknown route-map component "exCONTgq" | Unknown route-map component "eABZgr" |  |

| Station on track |

| Stop on track |

| Station on track |

| Unknown route-map component "+d" | Unknown route-map component "ABZg+l" | Unknown route-map component "ABZq+r" | Unknown route-map component "dCONTfq" |

| Unknown route-map component "+d" | Station on track | Unknown route-map component "STR2" | Unknown route-map component "dSTRc3" |

| 80+848  |
| (0+000) |

| Unknown route-map component "d" | Unknown route-map component "CONTgq" | Junction both to and from right | Unknown route-map component "STRc1" | Unknown route-map component "dSTR+4" |

| Unknown route-map component "d" |  | Unknown route-map component "eABZgl" | Unknown route-map component "exKBHFeq" | Unknown route-map component "dSTR" |

| Unknown route-map component "d" |  | Unknown route-map component "eHST" | Unknown route-map component "STRc2" | Unknown route-map component "dSTR3" |

| Unknown route-map component "d" |  | Unknown route-map component "ABZg+l" + Unknown route-map component "PRSr" | Unknown route-map component "STRr+1" | Unknown route-map component "dSTRc4" |

| (7+666) |
| 86+942  |

| Unknown route-map component "SKRZ-Au" |

| Unknown route-map component "eHST" |

| Non-passenger station/depot on track |

| Small bridge over water |

| Unknown route-map component "SPLa" |

| 95+222  |
| (4+590) |

| Unknown route-map component "exCONTgq" | Unknown route-map component "evKRZu" | Unknown route-map component "exCONTfq" |

| Unknown route-map component "KDSTaq" | Unknown route-map component "vSTRr-SHI1r" |  |

|  | Unknown route-map component "ABZg+l" | Unknown route-map component "CONTfq" |

| Non-passenger station/depot on track |

| 96+094 |
| 31+459 |

|  | Unknown route-map component "ABZgl+xl" | Unknown route-map component "vSTR+r-" + Unknown route-map component "v-STR+r" |

| Unknown route-map component "STRc2" | Unknown route-map component "xABZg3" | Unknown route-map component "vSTR" |

| Unknown route-map component "STR+1" | Unknown route-map component "STRc4" + Unknown route-map component "exKBHFe" | Unknown route-map component "vDST-STR" |

| Non-passenger end station |  | Unknown route-map component "BHFSPLe" |

|  |  | Continuation forward |

La linea è costruita a scartamento ordinario, interamente a doppio binario, elettrificata a 3000 V corrente continua ed è attrezzata di SCMT, di RSC e di BAcc, oltre che essere abilitata al regime di banalizzazione, ovvero alla facoltà di far viaggiare i treni sul binario di destra (binario altrimenti illegale), data la presenza di segnali di 1ª categoria a vela quadrata. È esercita da 
Livorno a Empoli in telecomando SCC con sede DCO a Pisa, e da Empoli a Firenze in telecomando CTC con sede DCO a Firenze Campo di Marte.

## Traffico
Il servizio passeggeri sulla linea è svolto da Trenitalia, che dal 1º febbraio 2009 aveva attivato un servizio metropolitano con orari cadenzati che collega la stazione di Empoli a quella di Firenze Porta al Prato, aperta nello stesso anno utilizzando la diramazione tra Firenze Cascine e Porta al Prato realizzata con due binari della ex stazione Leopolda, espletata con materiale rotabile per medio/corto raggio come ALe 501-502 ed ETR 324/425. Dal 2022 il servizio è stato soppresso per consentire la riqualificazione dell'area e il servizio è stato spostato alla stazione di Firenze Castello, utilizzando sempre materiale rotabile per medio/corto raggio come gli ETR 324/425 e gli ETR 103/104.
Fino al 2013 una breve diramazione della ferrovia all'altezza della stazione di Pisa Centrale collegava lo scalo pisano all'aeroporto di Pisa-San Giusto. Servito quotidianamente da treni regionali provenienti da Pisa Centrale e da alcune coppie di corse da e per Firenze Santa Maria Novella, il servizio è stato soppresso ufficiosamente nel 2013 e ufficialmente con la circolare compartimentale FI 08/2014 del 6 ottobre 2014; la linea è stata smantellata e sostituita dal Pisa Mover, un impianto a funicolare realizzato dalla ditta Leitner che ricalca il percorso della precedente diramazione ferroviaria garantendo collegamenti rapidi tra l'aeroporto di Pisa-San Giusto, il rispettivo parcheggio scambiatore e la stazione di Pisa Centrale.
Secondo l'orario datato 1º maggio 1911, il treno in partenza da Livorno alle ore 7:31 raggiungeva Firenze alle 9:20, dopo aver sostato a Pisa, Pontedera ed Empoli e dopo aver atteso qui la coincidenza per Siena. Secondo l'orario estivo del 2007, il treno regionale in partenza da Livorno alle 7:30 giunge a Firenze alle 9:03, dopo aver effettuato sei fermate. La maggior velocità sostenibile sulla linea e raggiungibile dai treni più moderni, unita alla perduta necessità degli stessi di rifornirsi di acqua, ha portato in un secolo a una riduzione dei tempi di percorrenza della linea di 16 minuti, che diventano 27 se si considera la categoria dei treni regionali veloci. Inoltre, le corse giornaliere sono passate da 12 a 29 per direzione.

## Materiale rotabile
Il materiale rotabile utilizzato è composto prevalentemente da locomotive E.464 con carrozze Vivalto, ma anche complessi di carrozze di tipo MDVC/MDVE ed elettrotreni ETR 521/621 "Rock", che hanno sostituito nel tempo i convogli di carrozze a piano ribassato. Altrettanto diffusi, seppur in misura minore, elettrotreni ETR 324/425 "Jazz" ed elettrotreni ETR 104 "Pop"; è diffuso anche materiale termico come complessi di automotrici ALn 663, autotreni Minuetto, elettrotreni ibridi HTR 312/412 "Blues" e locomotive D.445 al traino delle già citate carrozze MDVC/MDVE della relazione Firenze-Empoli-Siena. 
La linea viene percorsa, oltre che da treni regionali e regionali veloci, anche dalla classe Frecciargento (con ETR.485), che effettua la relazione Genova-La Spezia-Pisa-Firenze-Roma, e Frecciabianca (con ETR.485 ed ETR.460) che effettua la relazione Genova-La Spezia-Pisa-Livorno-Roma.
Dal 12 settembre 2022 la stazione di Firenze Porta al Prato non è più servita da collegamenti ferroviari, per consentire i lavori di riqualificazione edilizia dell'area e della realizzazione della futura linea 4 della rete tranviaria di Firenze, che collegherà le Piagge a Porta al Prato utilizzando il sedime della diramazione ferroviaria.